# Quad Cities, Alabama
Quad cities, eller the Shoals, är ett stadsområde i nordvästra Alabama, USA, bestående av de fyra städerna Florence, Muscle Shoals, Sheffield och Tuscumbia samt Lauderdale County och Colbert County. 